# Larchamp, Orne

Larchamp este o comună în departamentul Orne, Franța. În 1 ianuarie 2018 avea o populație de 303 de locuitori.